# Slovenian Juniors 2011
Das Slovenian Juniors 2011 fand als bedeutendstes internationales Nachwuchsturnier von Slowenien im Badminton vom 20. bis zum 23. Oktober 2011 in Mirna statt. Es war die 17. Auflage der Veranstaltung.

## Sieger und Platzierte der Junioren U19
| Disziplin    | Gold                           | Silber                          | Bronze                          |
| ------------ | ------------------------------ | ------------------------------- | ------------------------------- |
| Herreneinzel | Urban Turk                     | Jaromír Janáček                 | Felix Burestedt                 |
| Herreneinzel | Urban Turk                     | Jaromír Janáček                 | Adam Mendrek                    |
| Dameneinzel  | Stefani Stoeva                 | Kaja Stanković                  | Lucie Černá                     |
| Dameneinzel  | Stefani Stoeva                 | Kaja Stanković                  | Tereza Lajdová                  |
| Herrendoppel | Urban Turk Mitja Šemrov        | Felix Burestedt Daniel Ojäaar   | Jaromír Janáček Adam Mendrek    |
| Herrendoppel | Urban Turk Mitja Šemrov        | Felix Burestedt Daniel Ojäaar   | Dominik Stipsits Dominik Trojan |
| Damendoppel  | Céline Burkart Simone von Rotz | Zuzana Klusoňová Tereza Lajdová | Julia Ahlstrand Lucija Vlah     |
| Damendoppel  | Céline Burkart Simone von Rotz | Zuzana Klusoňová Tereza Lajdová | Dora Dragčević Katarina Galenić |
| Mixed        | Jaromír Janáček Lucie Černá    | Mitja Šemrov Kaja Stanković     | Michal Světnička Tereza Lajdová |
| Mixed        | Jaromír Janáček Lucie Černá    | Mitja Šemrov Kaja Stanković     | Danail Balkanski Mila Ivanova   |